# Майски звезди
„Майски звезди“ (на руски: Майские звёзды; на чешки: Májové hvézdy) е военен филм от 1959 година на режисьора Станислав Ростоцки, копродукция на СССР и Чехословакия.

## Сюжет
Прага, 1945 година. Колко различна е съдбата на нашите герои. Един тъгува за спокойния довоенен живот, втори среща голямата си любов, трети сменя танка с градския трамвай... А на някой съдбата е отредила завинаги да остане в чуждата земя, отдавайки живота си, за да живеят други.

## В ролите
- Александър Ханов като генерал Сергей
- Миша Станинец като Душан
- Вячеслав Тихонов като лейтенант Андрей Рукавичкин
- Яна Брейхова като Яна
- Михаил Пуговкин като старшина Иванов
- Николай Крючков като сержант Фьодор Петрович Платонов
- Леонид Бийков като Альоша
- Юрий Белов като Белов, адютант на генерала
- Олег Голубицкий като войника
- Николай Довженко като Нечипуренко, шофьора
- Леонид Чубаров като Коля, танкиста